# Gare de Schimpach-Wampach
La gare de Schimpach-Wampach était une gare ferroviaire luxembourgeoise de la ligne de Kautenbach à Wiltz (frontière), située à Schimpach sur le territoire de la commune de Wincrange, dans le canton de Clervaux.
Elle est mise en service en 1888 par la Société anonyme luxembourgeoise des chemins de fer et minières Prince-Henri et fermée en 1967 par la Société nationale des chemins de fer luxembourgeois (CFL). Depuis 1986 elle est située sur le bord d'une piste cyclable qui a remplacé la voie ferrée.

## Situation ferroviaire
Établie à 398 mètres d'altitude, la gare de Schimpach-Wampach est située sur un tronçon fermé de la ligne de Kautenbach à Wiltz (frontière), entre la gare de Schleif et la frontière belge.

## Histoire
La station de Schimpach-Wampach est mise en service le 1er juillet 1888 par la Société anonyme luxembourgeoise des chemins de fer et minières Prince-Henri, lorsqu'elle ouvre à l'exploitation le prolongement de sa ligne de Kautenbach à Wiltz. Elle est fermée, comme cette section de la ligne, le 24 septembre 1967.
En 1986 la voie ferrée est transformée en piste cyclable. Devenue centre de vacances, la gare a conservé ses bâtiments, notamment celui des voyageurs, la halle aux marchandises et la lampisterie.

## Service des voyageurs
Gare fermée, la gare en service la plus proche est celle de Wiltz.